# Coupe du monde de ski acrobatique 1999-2000
Navigation
Édition précédente Édition suivante
La Coupe du monde de ski acrobatique 1999-2000 est la vingt et unième édition de la Coupe du monde de ski acrobatique organisée par la Fédération internationale de ski. Elle comprend quatre épreuves : le ski de bosses, le saut acrobatique, le ballet et le ski de bosses en parallèle.
L'Australienne Jacqui Cooper conserve son titre tandis que le Finlandais Janne Lahtela est sacré pour la première fois.

## Déroulement de la compétition
Comme en 1997-1998 la saison commence avec une étape avancée dans l’hémisphère sud, à Mont Buller en Australie, avant de reprendre plus tard dans l'hémisphère nord. La saison comprend onze étapes, une en Océanie, quatre en Amérique du nord, deux en Asie et quatre en Europe. Elle se déroule du 11 septembre 1999 au 17 mars 2000.
Comme la saison passée il n'y a que deux épreuves de ballet, les deux dernières de l'histoire de la coupe du monde, et comme la saison passée le classement de la spécialité n'est pas pris en compte (ni chez les hommes ni chez les femmes) et les points du ballet ne sont pas pris en compte pour établir le classement général. Devant cette mort annoncée de la discipline, certains athlètes comme l'Américain Justin Holland renonce au circuit mondial et ne s'engage pas pour cette dernière saison,. Les autres disciplines sont le saut acrobatique, le ski de bosses et le ski de bosses en parallèle.
La championne en titre, l'Australienne et spécialiste du saut Jacqui Cooper conserve sa couronne. Chez les hommes le Finlandais spécialiste des bosses Janne Lahtela, troisième en 1999, devance le champion en titre Nicolas Fontaine et remporte son premier titre.
| \| Mont Buller \| Sites des compétitions de ski acrobatique en Australie |
| Mont Buller                                                              |

| Mont Buller |

| \| Tandådalen \| Sites des compétitions en Scandinavie |
| Tandådalen                                             |

| Tandådalen |

| \| Blackcomb Deer Valley Mont Tremblant Heavenly \| Sites des compétitions de ski acrobatique en Amérique du Nord |
| Blackcomb Deer Valley Mont Tremblant Heavenly                                                                     |

| Blackcomb Deer Valley Mont Tremblant Heavenly |

| \| Piancavallo Ovindoli Livigno \| Sites des compétitions de ski acrobatique en Italie |
| Piancavallo Ovindoli Livigno                                                           |

| Piancavallo Ovindoli Livigno |

| \| Mont Buller \| Sites des compétitions de ski acrobatique en Australie |
| Mont Buller                                                              |

| Mont Buller |

| \| Tandådalen \| Sites des compétitions en Scandinavie |
| Tandådalen                                             |

| Tandådalen |

| \| Blackcomb Deer Valley Mont Tremblant Heavenly \| Sites des compétitions de ski acrobatique en Amérique du Nord |
| Blackcomb Deer Valley Mont Tremblant Heavenly                                                                     |

| Blackcomb Deer Valley Mont Tremblant Heavenly |

| \| Piancavallo Ovindoli Livigno \| Sites des compétitions de ski acrobatique en Italie |
| Piancavallo Ovindoli Livigno                                                           |

| Piancavallo Ovindoli Livigno |

| \| Inawashiro Madarao \| Sites des compétitions de ski acrobatique au Japon |
| Inawashiro Madarao                                                          |

| Inawashiro Madarao |

## Classements

### Général
La saison compte vingt épreuves : sept de saut acrobatique, sept de ski de bosses, quatre de ski de bosses en parallèle et deux de ballet. Néanmoins les points marqués lors des épreuves de ballets ne sont pas comptabilisés, et de fait le classement n'est établi que sur les résultats de dix-huit épreuves.
| Rang | Nom              | Points |
| ---- | ---------------- | ------ |
| 1    | Janne Lahtela    | 100.00 |
| 2    | Nicolas Fontaine | 95.00  |
| 3    | Alexei Grishin   | 94.00  |
| 4    | Joe Pack         | 91.00  |
| 5    | Sami Mustonen    | 88.00  |

| Rang | Nom               | Points |
| ---- | ----------------- | ------ |
| 1    | Jacqui Cooper     | 98.00  |
| 2    | Veronica Brenner  | 95.00  |
| 3    | Ann Battelle      | 94.00  |
| 3    | Marja Elfman (pl) | 94.00  |
| 5    | Sandra Schmitt    | 93.00  |

### Saut acrobatique
La saison est prévue pour comprendre huit épreuves de saut acrobatique, mais est réduite à sept après l'annulation du concours du Mont Tremblant.
Chez les femmes l'Australienne Jacqui Cooper remporte quatre des sept épreuves maintenues au programme (plus une seconde place) et conserve son titre de 1999 devant la Canadienne Veronica Brenner (cinq podiums dont deux victoires). Chez les hommes le Biélorusse Alexei Grishin et le Canadien Nicolas Fontaine remportent chacun deux victoires et le Biélorusse compte un podium de plus (cinq) que son adversaire. Néanmoins le Canadien est plus régulier et remporte son quatrième titre consécutif dans la spécialité.
| Rang | Nom                | Points |
| ---- | ------------------ | ------ |
| 1    | Nicolas Fontaine   | 476.00 |
| 2    | Alexei Grishin     | 468.00 |
| 3    | Joe Pack           | 456.00 |
| 4    | Steve Omischl      | 428.00 |
| 5    | Dmitri Dashchinsky | 420.00 |

| Rang | Nom               | Points |
| ---- | ----------------- | ------ |
| 1    | Jacqui Cooper     | 488.00 |
| 2    | Veronica Brenner  | 476.00 |
| 3    | Hilde Synnøve Lid | 432.00 |
| 4    | Ala Tsuper        | 428.00 |
| 5    | Evelyne Leu       | 420.00 |

### Ballet
Avec seulement deux épreuves cette saison, Heavenly Valley et Livigno aucun classement n'est officiellement établi, les titres ne sont pas attribués et les points ne sont pas pris en compte pour établir le classement général. Néanmoins la Russe la triple tenante du titre Elena Batalova (en) remporte les deux épreuves et auraient donc remporté un quatrième titre, devant sa compatriote Oksana Kushenko (de) (seconde et troisième). Chez les hommes le vétéran Américain Ian Edmondson (de), vainqueur de la coupe du monde de la spécialité dix-huit ans avant (1982) réalise pour sa dernière saison la même performance que Batalova et remporte les deux épreuves, les deux fois devant le Suisse Konrad Hilpert (de).

### Bosses
Chez les femmes la championne en titre américaine Ann Battelle remporte deux des sept courses (plus une seconde place) comme ses rivales Allemandes Sandra Schmitt (plus une seconde et une troisième place) et Norvégienne Kari Traa (plus deux troisièmes places). la Suédoise Marja Elfman (pl) monte elle sur quatre podiums, mais jamais la première place (une fois deuxième, une fois troisième). Pourtant à la faveur du nouveau règlement qui ne départage plus les skieurs ayant le même nombre de points, ce sont les Battelle et Elfman qui sont sacrées, premières ex æquo du classement de ski de bosses devant Schmitt, Uemura et Traa. Chez les hommes la disciplines est dominée par les skieurs finlandais qui rempotent l'intégralité des sept courses : une pour Sami Mustonen et Lauri Lassila (fi) et surtout cinq pour le champion en titre Janne Lahtela qui est logiquement de nouveau vainqueur du classement de la spécialité, devant ses deux compatriotes.
| Rang | Nom                       | Points |
| ---- | ------------------------- | ------ |
| 1    | Janne Lahtela             | 500.00 |
| 2    | Sami Mustonen             | 440.00 |
| 3    | Lauri Lassila (fi)        | 425.00 |
| 3    | Pierre-Alexandre Rousseau | 425.00 |
| 5    | Alex Wilson (en)          | 404.00 |

| Rang | Nom               | Points |
| ---- | ----------------- | ------ |
| 1    | Ann Battelle      | 468.00 |
| 1    | Marja Elfman (pl) | 468.00 |
| 3    | Sandra Schmitt    | 464.00 |
| 4    | Aiko Uemura       | 448.00 |
| 5    | Kari Traa         | 444.00 |

### Bosses parallèles
Avec trois podiums dont deux victoires en quatre courses, la Norvégienne Kari Traa remporte son premier titre dans la spécialité devant l'Américaine Ann Battelle (deux deuxièmes et une troisième places) et l'Allemande Sandra Schmitt (trois podiums, une fois sur chaque marche). À noter que l'on retrouve dans le top cinq du classement de bosses parallèles les mêmes skieuses (dans un ordre différent) que dans celui du ski de bosses classique. Chez les hommes le Finlandais Janne Lahtela domine les bosses parallèles presque autant que les bosses classiques et remporte le titre avec deux victoires et une deuxième place, devant le Canadien Stéphane Rochon (une victoire, une seconde et une troisième place) et le français Johann Grégoire (une deuxième place).
| Rang | Nom                  | Points |
| ---- | -------------------- | ------ |
| 1    | Janne Lahtela        | 368.00 |
| 2    | Stéphane Rochon      | 357.00 |
| 3    | Johann Grégoire      | 304.00 |
| 4    | Yugo Tsukita         | 300.00 |
| 5    | Jari Savolainen (fi) | 276.00 |

| Rang | Nom               | Points |
| ---- | ----------------- | ------ |
| 1    | Kari Traa         | 372.00 |
| 2    | Ann Battelle      | 364.00 |
| 3    | Sandra Schmitt    | 356.00 |
| 4    | Marja Elfman (pl) | 332.00 |
| 5    | Aiko Uemura       | 325.00 |

## Calendrier et podiums

### Hommes
| Date              | Lieu               | Épreuve             | Vainqueur          | Second                    | Troisième                 |
| ----------------- | ------------------ | ------------------- | ------------------ | ------------------------- | ------------------------- |
| 11 septembre 1999 | Mont Buller        | Saut                | Alexei Grishin     | Christian Rijavec (de)    | Dmitri Dashchinsky        |
| 12 septembre 1999 | Mont Buller        | Saut                | Alexei Grishin     | Aleš Valenta              | Nicolas Fontaine          |
| 27 décembre 1999  | Tandådalen (sv)    | Bosses              | Stéphane Rochon    | Janne Lahtela             | Jari Savolainen (fi)      |
| 27 décembre 1999  | Tandådalen (sv)    | Bosses en parallèle | Mikko Ronkainen    | Janne Lahtela             | Evan Dybvig (en)          |
| 4 décembre 1999   | Whistler Blackcomb | Saut                | Nicolas Fontaine   | Steve Omischl             | Christian Rijavec (de)    |
| 5 décembre 1999   | Whistler Blackcomb | Bosses en parallèle | Janne Lahtela      | Johann Grégoire           | Stéphane Rochon           |
| 8 janvier 2000    | Deer Valley        | Bosses              | Janne Lahtela      | Evan Dybvig (en)          | Pierre-Alexandre Rousseau |
| 9 janvier 2000    | Deer Valley        | Saut                | Joe Pack           | Alexei Grishin            | Britt Swartley (en)       |
| 15 janvier 2000   | Mont Tremblant     | Bosses              | Janne Lahtela      | Johann Grégoire           | Toby Dawson               |
| 16 janvier 2000   | Mont Tremblant     | Saut                | Epreuve annulée    | Epreuve annulée           | Epreuve annulée           |
| 21 janvier 2000   | Heavenly Valley    | Ballet              | Ian Edmondson (de) | Konrad Hilpert            | Mike McDonald             |
| 22 janvier 2000   | Heavenly Valley    | Bosses              | Janne Lahtela      | Lauri Lassila (fi)        | Sami Mustonen             |
| 23 janvier 2000   | Heavenly Valley    | Saut                | Kyle Nissen        | Nicolas Fontaine          | Brian Currutt (en)        |
| 29 janvier 2000   | Madarao            | Bosses en parallèle | Yugo Tsukita       | Stéphane Rochon           | Jean-Luc Brassard         |
| 30 janvier 2000   | Madarao            | Bosses              | Sami Mustonen      | Mikko Ronkainen           | Jay Vaughan (pl)          |
| 5 février 2000    | Inawashiro         | Bosses              | Janne Lahtela      | Yugo Tsukita              | Stian Overå (pl)          |
| 26 février 2000   | Piancavallo        | Saut                | Eric Bergoust      | Steve Omischl             | Joe Pack                  |
| 4 mars 2000       | Ovindoli           | Ballet              | Ian Edmondson (de) | Konrad Hilpert            | Antti Inberg (fi)         |
| 15 mars 2000      | Livigno            | Bosses              | Janne Lahtela      | Pierre-Alexandre Rousseau | Garth Hager (pl)          |
| 16 mars 2000      | Livigno            | Bosses en parallèle | Janne Lahtela      | Sami Mustonen             | Yugo Tsukita              |
| 17 mars 2000      | Livigno            | Saut                | Nicolas Fontaine   | Joe Pack                  | Alexei Grishin            |

### Femmes
| Date              | Lieu               | Épreuve             | Vainqueur              | Second                  | Troisième                 |
| ----------------- | ------------------ | ------------------- | ---------------------- | ----------------------- | ------------------------- |
| 11 septembre 1999 | Mont Buller        | Saut                | Jacqui Cooper          | Veronica Brenner        | Hilde Synnøve Lid         |
| 12 septembre 1999 | Mont Buller        | Saut                | Jacqui Cooper          | Hilde Synnøve Lid       | Veronika Bauer            |
| 27 décembre 1999  | Tandådalen (sv)    | Bosses              | Kari Traa              | Aiko Uemura             | Ann Battelle              |
| 27 décembre 1999  | Tandådalen (sv)    | Bosses en parallèle | Kari Traa              | Anja Bolbjerg (en)      | Tami Bradley (en)         |
| 4 décembre 1999   | Whistler Blackcomb | Saut                | Nataliya Orekhova (en) | Hilde Synnøve Lid       | Deidra Dionne             |
| 5 décembre 1999   | Whistler Blackcomb | Bosses en parallèle | Kari Traa              | Ann Battelle            | Sandra Schmitt            |
| 8 janvier 2000    | Deer Valley        | Bosses              | Sandra Schmitt         | Ann Battelle            | Pierre-Alexandre Rousseau |
| 9 janvier 2000    | Deer Valley        | Saut                | Jacqui Cooper          | Deidra Dionne           | Marrissa Berman (pl)      |
| 15 janvier 2000   | Mont Tremblant     | Bosses              | Kari Traa              | Aiko Uemura             | Tami Bradley (en)         |
| 16 janvier 2000   | Mont Tremblant     | Saut                | Epreuve annulée        | Epreuve annulée         | Epreuve annulée           |
| 21 janvier 2000   | Heavenly Valley    | Ballet              | Elena Batalova (en)    | Natalja Razumowska (pl) | Oksana Kushenko (de)      |
| 22 janvier 2000   | Heavenly Valley    | Bosses              | Ann Battelle           | Marja Elfman (pl)       | Kari Traa                 |
| 23 janvier 2000   | Heavenly Valley    | Saut                | Veronica Brenner       | Jacqui Cooper           | Evelyne Leu               |
| 29 janvier 2000   | Madarao            | Bosses en parallèle | Sandra Schmitt         | Ann Battelle            | Marja Elfman (pl)         |
| 30 janvier 2000   | Madarao            | Bosses              | Sandra Schmitt         | Shannon Bahrke          | Aiko Uemura               |
| 5 février 2000    | Inawashiro         | Bosses              | Ann Battelle           | Marja Elfman (pl)       | Sandra Schmitt            |
| 26 février 2000   | Piancavallo        | Saut                | Jacqui Cooper          | Veronica Brenner        | Yuliya Klyukova           |
| 4 mars 2000       | Ovindoli           | Ballet              | Elena Batalova (en)    | Annika Johansson (de)   | Natalja Razumowska (pl)   |
| 15 mars 2000      | Livigno            | Bosses              | Sandra Schmitt         | Marja Elfman (pl)       | Ann Battelle              |
| 16 mars 2000      | Livigno            | Bosses en parallèle | Marja Elfman (pl)      | Sandra Schmitt          | Kari Traa                 |
| 17 mars 2000      | Livigno            | Saut                | Veronica Brenner       | Ala Tsuper              | Alisa Camplin             |

### Résultats officiels
1. ↑  (en) « Mt. Buller (AUS) World Cup - Men's aerials », sur fis-ski.com (consulté le 4 février 2021)
2. ↑  (en) « Mt. Buller (AUS) World Cup - Men's aerials », sur fis-ski.com (consulté le 4 février 2021)
3. ↑  (en) « Tandadalen (SWE) World Cup - Men's moguls », sur fis-ski.com (consulté le 4 février 2021)
4. ↑  (en) « Tandadalen (SWE) World Cup - Men's dual moguls », sur fis-ski.com (consulté le 4 février 2021)
5. ↑  (en) « Blackcomb (CAN) World Cup - Men's aerials », sur fis-ski.com (consulté le 4 février 2021)
6. ↑  (en) « Blackcomb (CAN) World Cup - Men's dual moguls », sur fis-ski.com (consulté le 4 février 2021)
7. ↑  (en) « Deer Valley (USA) World Cup - Men's moguls », sur fis-ski.com (consulté le 4 février 2021)
8. ↑  (en) « Deer Valley (USA) World Cup - Men's aerials », sur fis-ski.com (consulté le 4 février 2021)
9. ↑  (en) « Mont Tremblant (CAN) World Cup - Men's moguls », sur fis-ski.com (consulté le 4 février 2021)
10. ↑  (en) « Heavenly, CA (USA) World Cup - Men's acro », sur fis-ski.com (consulté le 4 février 2021)
11. ↑  (en) « Heavenly, CA (USA) World Cup - Men's moguls », sur fis-ski.com (consulté le 4 février 2021)
12. ↑  (en) « Heavenly, CA (USA) World Cup - Men's aerials », sur fis-ski.com (consulté le 4 février 2021)
13. ↑  (en) « Madarao (JPN) World Cup - Men's dual moguls », sur fis-ski.com (consulté le 5 février 2021)
14. ↑  (en) « Madarao (JPN) World Cup - Men's moguls », sur fis-ski.com (consulté le 5 février 2021)
15. ↑  (en) « Inawashiro (JPN) World Cup - Men's moguls », sur fis-ski.com (consulté le 5 février 2021)
16. ↑  (en) « Piancavallo (ITA) World Cup - Men's aerials », sur fis-ski.com (consulté le 5 février 2021)
17. ↑  (en) « Ovindoli (ITA) World Cup - Men's acro », sur fis-ski.com (consulté le 5 février 2021)
18. ↑  (en) « Livigno (ITA) World Cup - Men's moguls », sur fis-ski.com (consulté le 5 février 2021)
19. ↑  (en) « Livigno (ITA) World Cup - Men's dual moguls », sur fis-ski.com (consulté le 5 février 2021)
20. ↑  (en) « Livigno (ITA) World Cup - Men's aerials », sur fis-ski.com (consulté le 5 février 2021)
21. ↑  (en) « Mt. Buller (AUS) World Cup - Women's aerials », sur fis-ski.com (consulté le 5 février 2021)
22. ↑  (en) « Mt. Buller (AUS) World Cup - Women's aerials », sur fis-ski.com (consulté le 5 février 2021)
23. ↑  (en) « Tandadalen (SWE) World Cup - Women's moguls », sur fis-ski.com (consulté le 5 février 2021)
24. ↑  (en) « Tandadalen (SWE) World Cup - Women's dual moguls », sur fis-ski.com (consulté le 5 février 2021)
25. ↑  (en) « Blackcomb (CAN) World Cup - Women's aerials », sur fis-ski.com (consulté le 5 février 2021)
26. ↑  (en) « Blackcomb (CAN) World Cup - Women's dual moguls », sur fis-ski.com (consulté le 5 février 2021)
27. ↑  (en) « Deer Valley (USA) World Cup - Women's moguls », sur fis-ski.com (consulté le 5 février 2021)
28. ↑  (en) « Deer Valley (USA) World Cup - Women's aerials », sur fis-ski.com (consulté le 5 février 2021)
29. ↑  (en) « Mont Tremblant (CAN) World Cup - Women's moguls », sur fis-ski.com (consulté le 5 février 2021)
30. ↑  (en) « Heavenly, CA (USA) World Cup - Women's acro », sur fis-ski.com (consulté le 5 février 2021)
31. ↑  (en) « Heavenly, CA (USA) World Cup - Women's moguls », sur fis-ski.com (consulté le 5 février 2021)
32. ↑  (en) « Heavenly, CA (USA) World Cup - Women's aerials », sur fis-ski.com (consulté le 5 février 2021)
33. ↑  (en) « Madarao (JPN) World Cup - Women's dual moguls », sur fis-ski.com (consulté le 5 février 2021)
34. ↑  (en) « Madarao (JPN) World Cup - Women's moguls », sur fis-ski.com (consulté le 5 février 2021)
35. ↑  (en) « Inawashiro (JPN) World Cup - Women's moguls », sur fis-ski.com (consulté le 5 février 2021)
36. ↑  (en) « Piancavallo (ITA) World Cup - Women's aerials », sur fis-ski.com (consulté le 5 février 2021)
37. ↑  (en) « Ovindoli (ITA) World Cup - Women's acro », sur fis-ski.com (consulté le 5 février 2021)
38. ↑  (en) « Livigno (ITA) World Cup - Women's moguls », sur fis-ski.com (consulté le 5 février 2021)
39. ↑  (en) « Livigno (ITA) World Cup - Women's dual moguls », sur fis-ski.com (consulté le 5 février 2021)
40. ↑  (en) « Livigno (ITA) World Cup - Women's aerials », sur fis-ski.com (consulté le 5 février 2021)